# Acanthominua tricarinata
Acanthominua tricarinata is een hooiwagen uit de familie Minuidae. De wetenschappelijke naam van Acanthominua tricarinata gaat  terug op Sørensen.